# Трепов, Евгений Александрович
Евгений Александрович Трепов (род. 1 марта 1970, Кострома) — российский политический деятель, депутат Государственной думы четвёртого созыва

## Биография
1987 г. — 1990 г. — учёба в Костромском высшем военном командном училище химической защиты (КВВКУХЗ). 1990 г. — 1994 г. — учёба в Санкт-Петербургском торгово-экономическом институте по специальности «инженер-товаровед».
2006 г. — защитил диссертацию кандидата экономических наук.

### Депутат госдумы
2000 г. — 2005 г. — депутат Костромской областной Думы III созыва.
2003 г. — 2007 г. — депутат Государственной Думы ФС РФ IV созыва (избран по Костромскому избирательному округу); член Комитета Госдумы по экономической политике, предпринимательству и туризму. Входил в парламентскую фракцию «Единая Россия».
2010 г. — 2015 г. — депутат Костромской областной Думы V созыва; член комитета по труду, социальной политике и здравоохранению.
2014 г. — исключен из партии «Единая Россия».
22 декабря 2016 г. — 31 января 2020 г. — председатель регионального отделения партии «Родина».